# Mainichi Shimbun
Mainichi Shimbun (japanska: 毎日新聞,?, Mainichi Shinbun), grundad 1872 som Tokyo Nichi-nichi Shimbun är en av Japans största dagstidningar. Huvudkontoret ligger i Tokyo. Tidningen sponsrar ett hedrande filmpris sedan 1946. Sedan 1952 delas även ett prestigefyllt pris för konstnärlig formgivning ut varje år i tidningens namn och med tidningen som huvudsponsor. Priset är huvudsakligen ämnat japansk design, men 1961 tilldelades det den österrikiske bildkonstnären Friedensreich Hundertwasser. 